# 邢台日报
邢台日报是中國共產黨邢台市委員會的机关报，由中國共產黨邢台市委員會宣传部主管、邢合日报社主办。该报於1956年7月1日创刊，创刊时名为《先进报》。1958年6月，邢台、邯郸合并为邯邢专区，《先进报》与邯郸地委机关报《农民报》合并，更名为《滏阳日报》。1961年，邯邢专区恢复为邢台专区和邯郸专区，两地报纸也同時分开。4月底中華人民共和國总理周恩来视察邯邢区，为《邢台日报》題寫報頭，报头一直沿用至今。文革期间，邢台日报于1967年停刊。造反派夺权后改為《东方红报》，1970年恢复了邢台日报的报名。1993年7月1日，邢台地区与邢台市合并，邢台市委机关报的《邢台晨报》併入邢臺日報。邢台晨报社併入邢台日报社，两报社合并后出版的《邢台日报》成为新的邢台市委机关报，並出版《邢台日报·农村版》和《邢台日报·城市版》。1994年1月1日，两报社人员合署办公。

## 外部連結
- 官方网站